# Zdeněk Kluzák
Zdeněk Kluzák (24. července 1926, Milevsko – 18. července 2003, České Budějovice) byl český pedagog, mykolog a spisovatel, který působil především v Českých Budějovicích. Během své profesní kariéry se mimo jiné od 70. let 20. století intenzivně věnoval studiu nových lokalit květnatce Archerova na území Československa, v roce 1971 publikoval v časopisu Živa vůbec první barevné fotografie této houby nalezené na území Čech. Byl objevitelem nového druhu hřibovité houby – než byl hřib platně popsán, autor zemřel a v jeho práci pokračovali mykologové Pavel Špinar a Josef Šutara, kteří tuto houbu na jeho počest pojmenovali hřib Kluzákův.